# Pettit (Mondkrater)
Pettit ist ein Einschlagkrater am äußersten westlichen Rand der Mondvorderseite in der Bergkette der Montes Rook, südwestlich des Kraters Nicholson.
Der Kraterrand ist nur wenig erodiert, das Innere ist uneben.
Die Entstehungszeit des Kraters fällt in das Eratosthenische Zeitalter.
| Buchstabe | Position               | Durchmesser            | Link                   |
| --------- | ---------------------- | ---------------------- | ---------------------- |
| C         | 24,91° S, 89,06° W     | 8 km                   |                        |
| T         | Umbenannt in Shuleykin | Umbenannt in Shuleykin | Umbenannt in Shuleykin |

Der Krater wurde 1970 von der IAU nach dem US-amerikanischen Astronomen Edison Pettit offiziell benannt.